# Chrysoecia benjamini
Chrysoecia benjamini là một loài bướm đêm trong họ Noctuidae.